# Arizona Diamondbacks
Die Arizona Diamondbacks (auch als D-Backs abgekürzt) sind ein 1998 gegründetes Baseballteam der Major League Baseball, das in Phoenix beheimatet ist. Ihre Heimspiele tragen die Diamondbacks im Chase Field aus.

## Geschichte
Das Franchise spielt seit seiner Gründung in der National League und gehört dort der Western Division an.
Benannt hat sich das Team nach der Texas-Klapperschlange (Crotalus atrox; engl. „Western Diamondback  Rattlesnake“).
Der größte Erfolg der Diamondbacks war der Gewinn der World Series 2001. Danach konnten sie sich insgesamt vier weitere Male für die Postseason qualifizieren.

## Nicht mehr vergebene Nummern
- 20 Luis Gonzalez, 1999–2006
- 42 Jackie Robinson (bei jedem Club der Major League Baseball)
- 51 Randy Johnson, 1999–2004, 2007–2008

## Minor-League-Teams der Arizona Diamondbacks
Zum Franchise der Diamondbacks gehören folgende Minor-League-Teams:
- AAA: Reno Aces, Reno, Nevada
- AA: Jackson Generals, Jackson, Tennessee
- Advanced A: Visalia Rawhide, Visalia, Kalifornien
- A: Kane County Cougars, Geneva, Illinois
- Short A: Hillsboro Hops, Oregon, Oregon
- Rookie: Arizona Diamondbacks, Scottsdale, Arizona
- Rookie: Missoula Osprey, Missoula, Montana
- Rookie: Dominican Diamondbacks, Dominikanische Republik